# Jefferson Hack
Jefferson Winston Hack (20 de junho de 1971-Montevidéu, Uruguai) é co-fundador e editor da revista Dazed & Confused, a qual se tornou possível devido aos recursos financeiros de sua família. Atualmente, é editor-chefe da revista Another Magazine e Another Man, bi-anuais publicadas pela mesma editora de Dazed & Confused.
Ele é o ex-namorado oficial da supermodelo Kate Moss e pai de sua filha Lila Grace. 